# Александрос Отонеос
Александрос Отонеос (грец. Αλέξανδρος Οθωναίος, 1879 — 20 вересня 1970) — грецький генерал, який став тимчасовим прем'єр-міністром країни, очоливши уряд після військового перевороту 1933 року.

## Життєпис
Народився в містечку Гіфейон 1879 року, навчався у Грецькій військовій академії. Брав участь у боротьбі за Македонію, був членом Військової ліги. Брав участь у Балканських війнах, підтримував Венізелоса за часів Національного розколу. Командував 7-им Критським полком Македонського фронту під час Першої світової війни.
Після поразки Венізелоса на виборах 1920 року звільнився з армії та вирушив до окупованого Константинополя, де приєднався до інших офіцерів-венізелістів. Під час кампанії в Малій Азії знову призваний до лав збройних сил.
1922 року очолював трибунал, який засудив «винуватців» поразки у війні з турками (сумнозвісний Процес шести). 1923 отримав звання генерал-лейтенанта, проте вийшов у відставку після перевороту генерала Пангалоса 1925.
1928 року повернувся до армії. 6-10 березня 1933 очолював військовий уряд, створений в результаті перевороту Пластіраса.